# Арутюнян, Никогос Агабекович
Никого́с Агабе́кович Арутюня́н (арм. Նիկողոս Աղաբեկի Հարությունյան; 1912, село Бениамин Эриванской губернии Российской империи — дата и место смерти не установлены) — армянский советский комбайнёр, передовик сельскохозяйственного производства. Герой Социалистического Труда (1952).

## Биография
Никогос Агабекович Арутюнян родился в 1912 году в селе Бениамин Эриванской губернии Российской империи (ныне на территории Ширакской области Республики Армения), в бедной семье сельского рабочего.
С 1922 года по 1929 год Никогос Арутюнян учился в семилетних школах сёл Бениамин и Азатан. В 1931 году руководство местного колхоза направило Арутюняна для прохождения курсов трактористов. В 1932 году, после получения профессионального образования, Арутюнян был устроен на работу в качестве тракториста в Гарибджанянскую машинно-тракторную станцию (МТС) (вошедшую в состав Дузкендского, с 1945 года — Ахурянского района Армянской ССР). С января 1937 года Арутюнян учился на курсах бригадиров и комбайнёров, после окончания которых работал в Гарибджанянской МТС как комбайнёр и помощник бригадира. В 1940 году он вступил в ряды ВКП(б)/КПСС.
С началом Великой Отечественной войны в 1941 году Никогос Арутюнян был призван в ряды Рабоче-крестьянской Красной армии. Он участвовал в войне до 1943 года, после чего был демобилизован из армии.
С 1944 года Никогос Арутюнян вновь работал в Гарибджанянской МТС как комбайнёр и помощник бригадира. В течение работы в МТС начиная с 1932 года Арутюнян ежегодно отличался в труде и отмечался почётными грамотами и премиями. В 1950 году был получен высокий урожай зерновых культур, за сбор которого комбайнёр Арутюнян был награждён орденом Трудового Красного Знамени. В том же 1950 году он был назначен бригадиром тракторной бригады Гарибджанянской МТС. Бригада начала обслуживать колхоз села Мармашен Ахурянского района Армянской ССР. В 1951 году под руководством Арутюняна бригаде удалось поспособствовать достижению высоких урожаев: в течение 22-х рабочих дней комбайнёр Арутюнян своим комбайном «Сталинец-6» намолотил 7306 центнера пшеницы и 268 центнера семян трав.
Указом Президиума Верховного Совета СССР от 5 августа 1952 года за получение высоких урожаев табака и достижение высоких показателей на уборке и обмолоте зерновых культур и семян трав в 1951 году при выполнении колхозами обязательных поставок и контрактации сельскохозяйственной продукции, натуроплаты за работу МТС и обеспеченности семенами всех культур для весеннего сева 1952 года Никогосу Агабековичу Арутюняну было присвоено звание Героя Социалистического Труда с вручением ордена Ленина и золотой медали «Серп и Молот».
За большие успехи в повышении урожайности зерновых культур с 1953 по 1957 год Никогос Арутюнян участвовал во Всесоюзной сельскохозяйственной выставке и был награждён золотой медалью и почётной грамотой ВСХВ. Также Арутюнян был удостоен переходящего знамени редакции газеты «Советакан Айастан». После расформирования машинно-тракторных станций Арутюнян перешёл на работу в качестве бригадира тракторной бригады колхоза села Ваграмаберд Ахурянского района Армянской ССР. Под руководством Арутюняна бригада систематически получала высокие урожаи.
Никогос Агабекович Арутюнян также вёл активную общественную работу. Он неоднократно избирался делегатом районной партийной конференции, членом пленума Ахурянского районного комитета Коммунистической партии Армении, членом бюро начальной партийной организации Гарибджанянской МТС.

## Награды
- Герой Социалистического Труда (Указ Президиума Верховного Совета СССР от 5 августа 1952 года, орден Ленина и медаль «Серп и Молот») — за получение высоких урожаев табака и достижение высоких показателей на уборке и обмолоте зерновых культур и семян трав в 1951 году при выполнении колхозами обязательных поставок и контрактации сельскохозяйственной продукции, натуроплаты за работу МТС и обеспеченности семенами всех культур для весеннего сева 1952 года[6].
- Орден Трудового Красного Знамени (3.07.1951)[6][2].
- Золотая медаль ВСХВ[7].